# Nephtys hystricis
Nephtys hystricis é uma espécie de anelídeo pertencente à família Nephtyidae.
A autoridade científica da espécie é McIntosh, tendo sido descrita no ano de 1900.
Trata-se de uma espécie presente no território português, incluindo a sua zona económica exclusiva.